# Перекидне табло

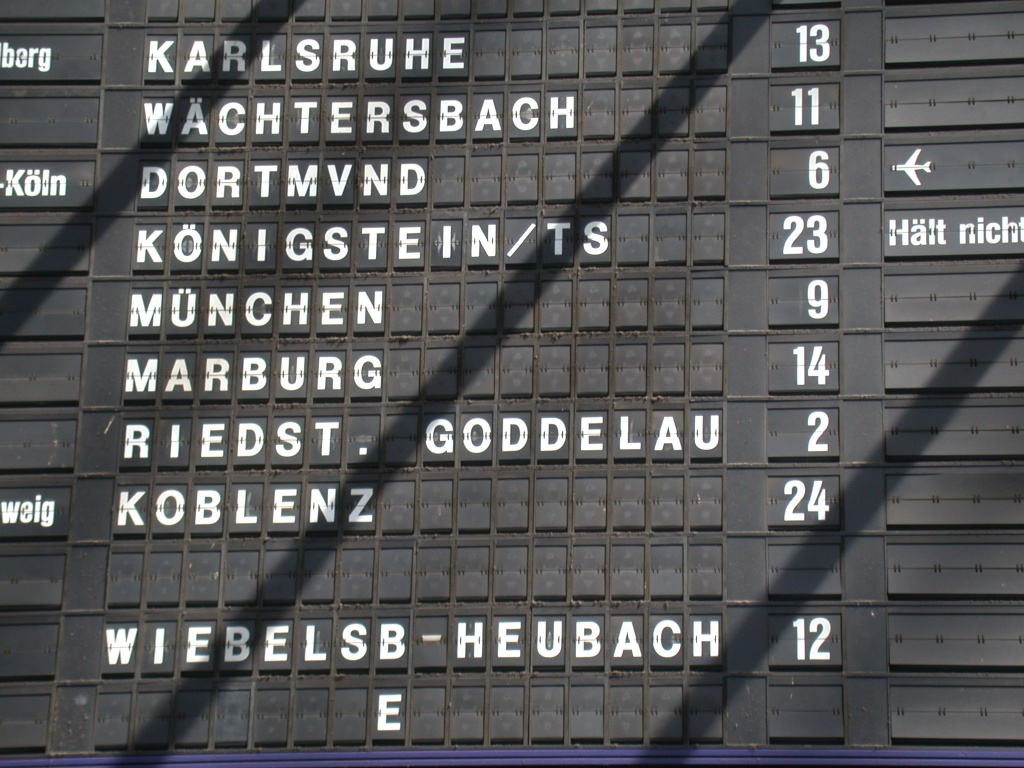
Фрагмент перекидного табло головного вокзалу у Франкфурті-на Майні. Посередині літер видно кільцеві частини тримачів карток. Внизу видно помилково виведений символ «Е». Праворуч видно групові сегменти на двознакове число й на рядок

Перекидне́ табло́ (англ. split-flap display) — електромеханічна система візуалізації переважно текстової інформації, що використовує перекидні таблички (набори знаків організовані у вигляді окремих пластин із зображеннями, лише пара яких є видимою для кожного знакомісця).
Часто використовуються на вокзалах для виведення інформації про прибуття й відправлення потягів. Встановлюються на значній висоті та мають відносно великі розміри.
Табло може складатись як з окремих наборів карток для кожного знакомісця, так і з попередньо підготовлених груп символів (рядків тексту).

## Переваги
- Споживають електроенергію лише при зміні тексту, але не при відображенні фіксованого тексту.
- Відносно мала вартість при великих розмірах табло.
- Знаками можуть бути рисунки та згладжені символи, на відміну від матричних чи сегментних пристроїв візуалізації інформації.
- Працюють у відбитому світлі, через що легко читаються за яскравого сонячного світла. У темряві також набагато легше читається світловідбивне табло, яке підсвічується лампою, ніж світловипромінювальне (на якості сприйняття зображень у світловипромінювального табло позначаються хроматичні аберації, за рахунок чого символи «розпливаються» при спостереженні з великої відстані).

## Недоліки
- Шумність при зміні інформації виведення (в окремих випадках може бути перевагою і слугувати звуковим сигналом про оновлення інформації).
- Відносно висока тривалість зміни інформації; залежить від кількості карток для кожного знакомісця.
- Можливість заклинювання пластин, що призводить до помилкового виведення інформації.
- Так як працюють у відбитому світлі, для роботи у темряві потребують додаткового підсвічування або використання люмінесцентної фарби. Ця ж якість з іншого боку є перевагою (див. вище).

## Будова

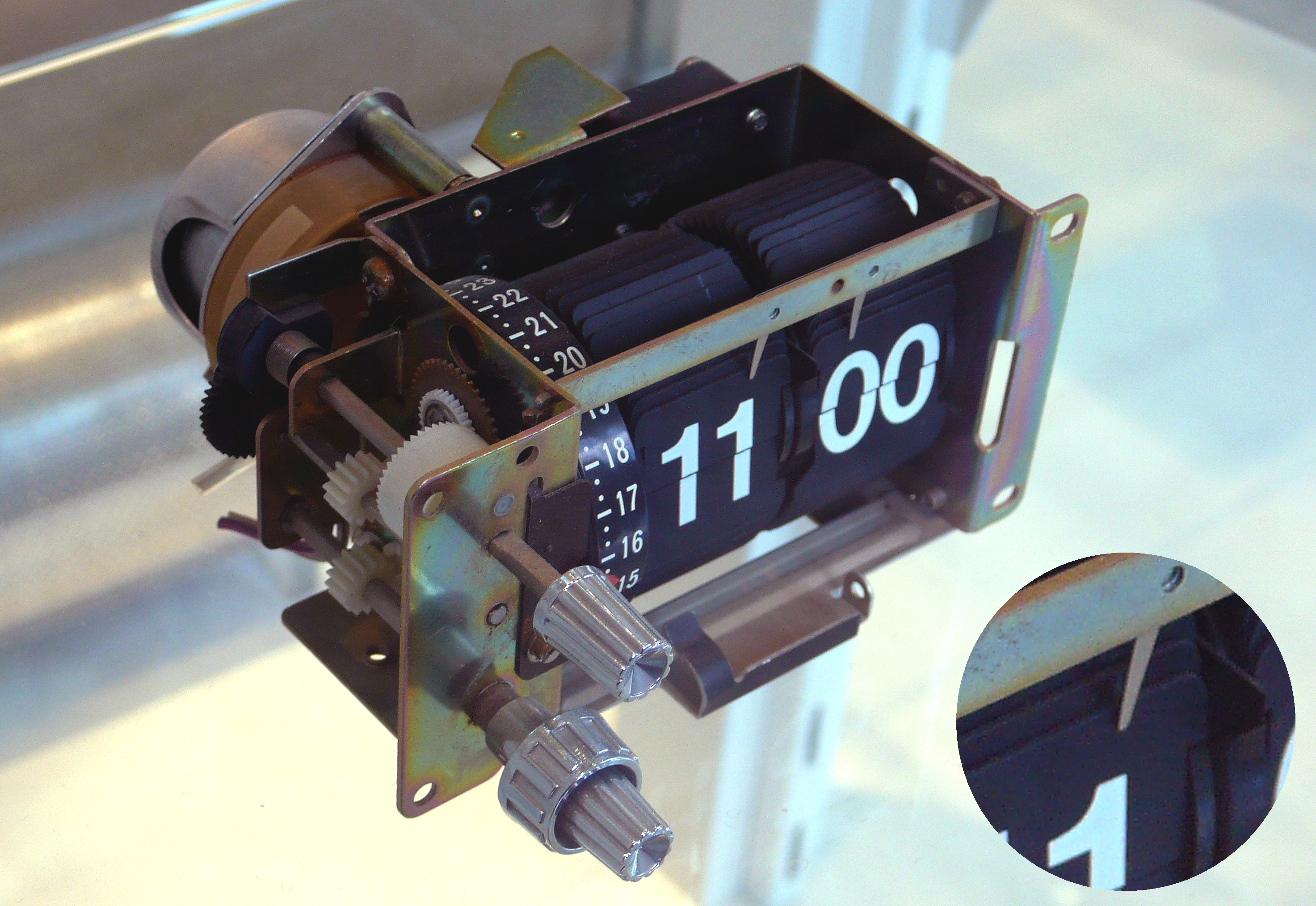
Годинник з перекидним табло. Видно конструкцію механізму. Збільшено фрагмент з упором для поточної картки

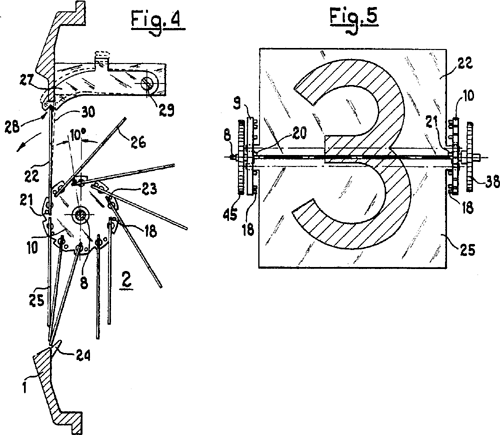
Будова механізму годинника на перекидних картках (U.S. Patent 3 220 174)

У найпростішому випадку картки встановлено на циліндрі 10, при цьому кожна кріпиться на власній осі 20. Для зміни символів використовується повертання циліндра навколо власної осі 8.
У верхній частини пристрою встановлюється тримач 28 для верхньої половини 22 символу. В нижній частині пристрою також може бути упор 24 для нижньої половини 25, що дозволяє їй зберігати вертикальну орієнтацію при повороті.
Для того, щоб картка при повороті могла легко перейти у вертикальне положення і опертись на верхній тримач, поряд з віссю картки встановлюється упор 21, який не дає картці повністю опускатись та торкатись до сусідніх карток.